# Razói pacsirta
A razói pacsirta vagy zöldfoki pacsirta (Alauda razae) a madarak osztályának verébalakúak (Passeriformes) rendjébe és a pacsirtafélék (Alaudidae) családjába tartozó faj.
Alig 100 egyedet meghaladó állományával ez a legritkább pacsirtafaj, egyúttal egyike a nyugati Palearktikum legritkább és legkevésbé ismert madárfajainak.

## Előfordulása
A Zöld-foki Köztársaság egyetlen apró szigetén, a mindössze 7 km²-es Razón honos; élőhelye egy mindössze néhány négyzetkilométeres vulkáni fennsík.
A faj korábban előfordult a nagyobb Branco és São Vicente-szigeten is, de ezekről elsősorban antropogén hatásra mára kipusztult.

## Megjelenése
Testhossza 18 centiméter. A hím és a tojó csőrének mérete lényegesen különbözik, ezért ugyanabban a környezetben szélesebb ökológiai fülkét használhatnak ki.
|  |  |

## Életmódja
Tápláléka magvakból és rovarokból áll.

## Természetvédelmi helyzete
A kis területen élő fajból az 1990'-es állományszámláláskor 250 példány élt. Mivel a madarak csak az esőzések után képesek költeni, és a számlálást követő években a száraz időjárás miatt erre kevés lehetőségük volt, 1998-ra már csak 92 egyedet találtak.
A faj szigorúan védett a Zöld-foki Köztársaságban, de a számláláskor jól látszott, hogy sok macska is él a területen, így a faj hosszútávú kilátásai nem túl biztatóak.